# Мюнстер (Лех)
Мюнстер (нем. Münster) — община в Германии, в земле Бавария.
Подчиняется административному округу Швабия. Входит в состав района Донау-Рис. Население составляет 1011 человек (на 31 декабря 2010 года). Занимает площадь 16,20 км².

## Внешние ссылки
- Официальная страница